# My Music
『My Music』（マイ ミュージック）は、日本の歌手、杏里の23枚目のオリジナル・アルバムである。2001年10月24日発売。発売元は日本クラウン/ドルフィンハーツ。

## 概要
日本クラウン/ドルフィンハーツレーベル移籍第1弾オリジナル・アルバム。

## 収録曲
作詞（6以外）：吉元由美 作曲（4,9以外）：ANRI
1. Love Wonderland
  - 編曲：中野定博
2. Sunset Beach Hotel
  - 編曲：Jochem van der Saag
3. 遠い夏のイマージュ
  - 編曲：小倉泰治
  - 「Sunset Beach Hotel」のC/W曲。
4. Stardust Coast
  - 作曲：ANRI・monK
  - 編曲：中野定博
5. My Music
  - 編曲：Jochem van der Saag
6. Sunshine on me
  - 作詞：Chisato
  - 編曲：小倉泰治
7. Tears in Crystal (ALBUM VERSION)
  - 編曲：Jochem van der Saag
8. 永遠の秘密
  - 編曲：中野定博
9. You are a Star
  - 作曲：ANRI・monK
  - 編曲：Jochem van der Saag
10. River of Life
  - 編曲：小倉泰治